# 仙台市立桜丘中学校
仙台市立桜丘中学校（せんだいしりつ さくらがおかちゅうがっこう）は、宮城県仙台市青葉区桜ケ丘八丁目にある公立中学校。通称は「桜中」（おうちゅう）。

## 概要
青葉区北部の桜ケ丘団地東側に仙台市立桜丘小学校と隣接して存在する。仙台市立旭丘小学校（同区旭ヶ丘）と同様に、地名と校名との表記が異なる。本校の近くには私立宮城学院、宮城県泉館山高等学校、私立仙台大学附属明成高等学校と学校が多く存在する。本校には仙台市立桜丘小学校の全ての児童と仙台市立川平小学校の一部の児童が進学してくる。
また、1985年（昭和60年：第15回大会）と1990年（平成2年：第20回大会）には全国中学校バスケットボール大会で二度の準優勝したことがあるほど、仙台市内ではバスケットボールの強豪校としても名高い。

## 沿革
- 1979年（昭和54年） - 開校[3]

## 学区
仙台市立桜丘小学校の全学区、仙台市立川平小学校の学区のうち川平3丁目、4丁目、5丁目。

## 服装
- 制服 - 紺色のブレザーと、男子は濃い灰色のズボンで女子は同色のスカート。ブレザーの採用が非常に早かったのが特色で、1982年度までの詰襟学生服を1983年度よりブレザーに変更した。これは、比較的に制服の変更に積極的な私立学校でもブレザー化をしていなかった時期にもかかわらず、公立学校が行ったことから仙台市内でも話題になっている。
- 体操着 - 長袖・長ズボンはともに明るい紺色。半袖は白地で、左胸に「桜丘　SAKURAGAOKA」とある。短パンは濃い紺色。

## 所在地
〒981-0961
仙台市青葉区桜ケ丘8丁目2番1号

## 著名な卒業生
- 日下光 - プロバスケットボール選手（京都ハンナリーズ所属）
- 星岳 - 陸上選手（コニカミノルタ所属）
- 橋爪愛 - ファッションモデル（IPSILON（イプシロン）所属）
- 阿部理 - 元プロバスケットボール選手